# ابن الفرفور الدمشقي
شهابُ الدين أبو العباس أحمد بن محمود بن عبد الله بن محمود المعروف بـابن الفَرْفور الدمشقي (13 اكتوبر 1448 - 24 نوفمبر 1505) (15 شعبان 852 - 27 جمادى الآخرة 911) فقيه مسلم وقاضي من أهل القرن الخامس عشر الميلادي/ التاسع الهجري. من أهل دمشق، وتعلم فيها، وَليَ القضاء على المذهب الشافعي فيها، ثم أُضيف إليه سنة 1504 القضاءُ في مصر فذهب إليها إلى أن توفي عن 57 عامًا في القاهرة. كان فقيهًا عالمًا و شاعرًا متوسطًا.